# The Claws of the Hun
The Claws of the Hun è un film muto del 1918 diretto da Victor Schertzinger. Sceneggiato da R. Cecil Smith su un soggetto di Ella Stuart Carson, fu prodotto dalla Thomas H. Ince Corporation.

## Trama
Benché John Stanton voglia arruolarsi come volontario per combattere nella prima guerra mondiale, il giovane finisce per cedere alle insistenze di sua madre che, gravemente malata, lo convince a non partire perché, altrimenti, lei potrebbe morire di crepacuore.

A causa della sua rinuncia, John viene considerato dalla fidanzata e dagli amici un debole; cerca così di affogare la sua delusione andando a bere. Finisce poi per dividere una stanza con Alfred Werner, un tedesco che frequenta suo padre, il vecchio Godfrey Stanton, fabbricante di munizioni. Venendo a sapere che Werner, in realtà una spia, e che progetta di mettere le mani sulla formula di un potente esplosivo inventato da Godfrey, John riesce a sventare il piano del tedesco, mettendo a repentaglio la propria vita per salvare suo padre.

Adesso la madre di John, conscia del dovere di combattere il nemico fino alla vittoria, non si oppone più alla partenza del figlio per la guerra.

## Produzione
Il film fu prodotto dalla Thomas H. Ince Corporation con il titolo di lavorazione The Hand of the Hun.

## Distribuzione
Il copyright del film, richiesto dalla Thomas H. Ince Corp., fu registrato il 22 giugno 1918 con il numero LP12601.
Distribuito dalla Famous Players-Lasky Corporation e dalla Paramount Pictures e presentato da Thomas H. Ince, il film uscì nelle sale cinematografiche statunitensi il 30 giugno 1918 (o l'8 luglio 1918).
Non si conoscono copie ancora esistenti della pellicola che viene considerata presumibilmente perduta.